# 1993 au Nouveau-Brunswick
Chronologie du Nouveau-Brunswick
- 1989
- 1990
- 1991
- 1992
- 1993
- 1994
- 1995
- 1996
- 1997

Cette page concerne des événements d'actualité qui se sont produits durant l'année 1993 dans la province canadienne du Nouveau-Brunswick.

## Événements
- Enchâssement de la Loi 88 dans la Constitution du Canada.
- 15 février : le libéral John Lebans remporte l'élection partielle de Moncton-Nord à la suite de la démission de Michael McKee.
- 1er avril : la gare de Sackville devient une gare patrimoniale.
- 28 juin : le progressiste-conservateur Dale Graham remporte l'élection partielle de Carleton-Nord à la suite de la démission de Fred Harvey.
- 25 octobre : le PLC de Jean Chrétien remporte les élections fédérales avec 178 députés et obtient 43,5 % du vote et formera un gouvernement majoritaire. Le PC est quasi rayé de la carte avec seulement 2 députés et obtient 16 % des voix. Dans l'Ouest, le Parti Réformiste de Preston Manning a obtenu 52 députés. Au Québec, le Bloc québécois de Lucien Bouchard a obtenu 54 députés, obtient 49,3 % des votes et formera l'Opposition officielle. Au Nouveau-Brunswick, le PLC avec 9 député et obtient 56,0 % du vote  et le PC avec seulement 1 député, Elsie Wayne dans Saint John et obtient 27,9 % du vote.
- 14 novembre : Marcia LeBlanc, une jeune fille de 14 ans de Notre-Dame (en) a été portée disparue. Malgré les recherches, elle reste introuvable. Le lendemain, son copain, Marcel Cormier, un jeune garçon de 17 ans a été tué au long d’une route de campagne près de Saint-Antoine[1].
- 29 novembre : le progressiste-conservateur Percy Mockler remporte l'élection partielle de Madawaska-sud à la suite de la démission de Pierrette Ringuette pour se présenter sa candidature à l'élection fédérale.
- 7 décembre : Roméo LeBlanc est nommé président du Sénat.
- 13 décembre : fondation des Éditions La Grande Marée.

## Naissances
- 21 janvier : Jason Godin, maire de Maisonnette.

## Décès
- 29 janvier : Nancy Teed, députée, ministre et sénatrice.